# Seznam državniških obiskov Kim Džong-una
Seznam državniških obiskov Kim Džong-una je zbir uradnih srečanj na tujem, ki jih je opravil vodja Severne Koreje Kim Džong-un.  

## Seznam
| #    | Datum                | Država/ organizacija | Kraj                                                                                | Gostitelji in ostali državniki | Opombe                                                                    | Fotografija | Vir   |
| 2018 | 2018                 | 2018                 | 2018                                                                                | 2018 | 2018                                                                      | 2018        | 2018  |
| ---- | -------------------- | -------------------- | ----------------------------------------------------------------------------------- | --- | ------------------------------------------------------------------------- | ----------- | ----- |
| 1.   | 25.–28. marec        | Kitajska             | Peking                                                                              | Ši Džinping, predsednik Kitajske | Prvi obisk Kim Džong-una zunaj Severne Koreje, odkar je zasedel položaj.  |             | [ 1 ] |
| 2.   | 27. april            | Južna Koreja         | Korejsko demilitarizirano območje                                                   | Mun Dže-in, predsednik Južne Koreje |                                                                           |             |       |
| 3.   | 7.–8. maj            | Kitajska             | Dalian                                                                              | Ši Džinping, predsednik Kitajske |                                                                           |             |       |
| 4.   | 10. junij–12. junij  | Singapur             | Singapur Sentosa                                                                    | Lee Hsien Loong, predsednik vlade Singapurja Donald Trump, predsednik Združenih držav Amerike | Prvo srečanje predsednika ZDA in voditelja Severne Koreje.                |             | [ 2 ] |
| 5.   | 19.–20. junij        | Kitajska             | Peking                                                                              | Ši Džinping, predsednik Kitajske |                                                                           |             |       |
| 2019 |                      |                      |                                                                                     | |                                                                           |             |       |
| 6.   | 7.–10. januar        | Kitajska             | Peking                                                                              | Ši Džinping, predsednik Kitajske |                                                                           |             |       |
| 7.   | 26. februar–2. marec | Vietnam              | Lang Son, Hanoj                                                                     | Nguyễn Phú Trọng, generalni sekretar Komunistične partije Vietnama Nguyễn Xuân Phúc, predsednik vlade Vietnama Nguyễn Thị Kim Ngân, predsednik državnega zbora Donald Trump, predsednik Združenih držav Amerike |                                                                           |             | [ 3 ] |
| 8.   | 24.–26. april        | Rusija               | Vladivostok                                                                         | Vladimir Putin, predsednik Ruske federacije |                                                                           |             | [ 4 ] |
| 9.   | 30. junij            | Južna Koreja         | Korejsko demilitarizirano območje Hiša svobode                                      | Donald Trump, predsednik Združenih držav Amerike Mun Dže-in, predsednik Južne Koreje | Donald Trump je kot prvi predsednik ZDA stopil na ozemlje Severne Koreje. |             | [ 5 ] |
| 2023 |                      |                      |                                                                                     | |                                                                           |             |       |
|      | 12.-17. september    | Rusija               | Vostočnij kozmodrom, Vzhodna zvezna univerza, tovarna letal Komsomolsk, Vladivostok | Vladimir Putin, predsednik Ruske federacije |                                                                           |             |       |

## Napovedana srečanja
| Datum      | Država/ organizacija    | Kraj       | Gostitelji in ostali državniki                   |
| ---------- | ----------------------- | ---------- | ------------------------------------------------ |
| še neznano | Južna Koreja            | Seul       | Mun Dže-in, predsednik Južne Koreje              |
| še neznano | Mongolija               | Ulan Bator | Khaltmaagiin Battulga, predsednik Mongolije      |
| preklicano | Združene države Amerike | Washington | Donald Trump, predsednik Združenih držav Amerike |